# عامل الشكل الكهربائي
عامل الشكل الكهربائي (بالإنجليزية: Electric Form Factor)‏ عبارة عن تحويل فورييه لتوزيع الشحنة الكهربائية في الفضاء. أنشأ هذه الفكرة ويليام طومسون.